# Kōshō Uchiyama
Kōshō Uchiyama Rōshi (giapponese 内山興正, Uchiyama Kōshō; Tōkyō, 1912 – Kohata, 13 marzo 1998) è stato un monaco buddhista giapponese, della corrente del Buddismo zen.

## Biografia
Padre Uchiyama nacque a Tōkyō nel 1912. Laureato in filosofia occidentale (fatto raro per un monaco buddista giapponese) alla università Waseda di Tōkyō, presto prese contatto con il cristianesimo e iniziò l'approfondimento della conoscenza della Bibbia, ed in particolar modo del Nuovo Testamento al quale spesso fece poi riferimento nelle sue opere. All'età di 28 anni, poco tempo dopo il decesso della giovane moglie, si diede a seguire il "monaco itinerante" Sawaki Kōdō dal quale, nel 1941, fu ordinato monaco. Nel 1949 assieme fondarono quello che diverrà poi il centro di studio e pratica dello Zen noto con il nome di Antaiji.
Durante gli anni della guerra Uchiyama fu inviato da Sawaki in un'area isolata della prefettura di Shimane dove attese alla produzione di carbone di legna. In seguito, sempre su indicazione di Sawaki, si trasferì nella prefettura di Shizuoka dove si dedicò alla produzione di sale, nelle saline. Ambedue le occupazioni, considerate importanti nell'economia di guerra, furono scelte da Sawaki per evitargli la chiamata alle armi. Fu così che Uchiyama fu inserito nella lista dei coscritti solo una settimana prima che il Giappone si arrendesse, nel 1945, e non fece neppure a tempo a vestire la divisa militare. Questi fatti, la cura che Sawaki ebbe per lui in quel periodo, non sono mai stati pubblicizzati: non stupisce che Uchiyama abbia manifestato anche in questo modo la sua contrarietà alla guerra, casomai è Sawaki rōshi che dimostra un profondo cambiamento dal tempo in cui fu insignito di onorificenze quale eroe di guerra.
Curatore di Antaiji, all'epoca situato alla periferia di Kyōto, negli ultimi anni di vita di Sawaki, Uchiyama ne divenne abate dal 1965 (anno della morte del suo predecessore) sino al 1975, quando si ritirò nel piccolo tempio Noke-in, nella cittadina di Kohata presso Kyōto, lasciando al discepolo Watanabe Kōhō la guida del monastero. Uomo di ampia cultura e con una visione religiosa aperta al mondo spirituale occidentale, praticò per tutta la vita, assieme allo zazen lo studio dei Vangeli, indicando ai suoi discepoli la necessità, per le generazioni future, dell'incontro profondo e sincero fra quelle che riteneva essere le due religioni universali del nostro pianeta: buddismo e cristianesimo. È stato tra i primi ad affermare, con profonda cognizione di causa, che l'atteggiamento fondamentale del cristianesimo è lo stesso che si incontra nel buddismo.

## I discepoli
La caratteristica più significativa di Uchiyama rōshi è la sua posizione di "ponte" tra le culture e le generazioni. Avendo iniziato lo studio del cristianesimo in età giovanile, prima dell'ordinazione monacale fu insegnante alla Scuola Teologica Cattolica della prefettura di Miyazaki, nel sud del Giappone. Durante il periodo che trascorse ad Antaiji come abate il monastero fu frequentato da moltissimi occidentali, soprattutto statunitensi, alcune decine dei quali si fermarono e praticarono con la comunità di Antaiji per considerevoli periodi di tempo. Erano reduci dal Vietnam, disertori che non volevano partecipare a tale guerra, protagonisti del movimento hippy e della contestazione studentesca, intellettuali e persone semplici. Uchiyama ascoltò con interesse le loro istanze, i motivi che li avevano portati nel suo monastero povero, sconosciuto e lontano.
Sono state pubblicate varie opere e cronache che raccontano di quel periodo, la più famosa delle quali è Living And Dying In Zazen: Five Zen Masters Of Modern Japan, di Arthur Braverman (Ed. Weatherhill, New York 2003).
Alcuni, molto pochi invero, di quei frequentatori stranieri divennero suoi discepoli. Tra di loro ne ricordiamo in particolare due per il ruolo che hanno avuto, ed hanno, nello sviluppo dello buddismo Zen nel mondo. Il primo è lo statunitense Daitsū Tom Wright, sino al 2010 insegnante di cultura inglese all'università Ryukoku di Kyoto, uno dei primi discepoli stranieri ad Antaiji, che assieme a Jisho Warner e Shōhaku Okumura ha tradotto e pubblicato in inglese i libri di padre Uchiyama. Il secondo è l'intellettuale francese di origine ungherese François-Albert Viallet, ordinato da Uchiyama con il nome di Soji Enku: al suo ritorno in Europa nei primi anni settanta fondò i centri di pratica -ancor oggi attivi- che trasmettono la tradizione dello zen di Antaiji. 
La dimestichezza con la cultura -sia umana che libraria- dell'Occidente permise a padre Uchiyama di svolgere con estrema profondità il ruolo di traduttore della cultura zen in termini comprensibili per noi. Il saggio Cultura moderna e zen, poi inserito nelle varie versioni inglesi, italiane ecc. di Seimei no jitsubutsu (vedi infra), è tuttora un'analisi estremamente attuale del materialismo efficientista elevato a "religione".
Poi, la sua capacità di "sopportare" (anche questo aspetto va considerato) Sawaki rōshi per tanti anni, al punto da diventarne l'erede, lo legò ad un uomo che, se da un lato era senza tempo, dall'altro, nella sua manifestazione umana, apparteneva ad un'epoca culturalmente molto più lontana da noi di quello che potremmo supporre, considerati i pochi decenni che ci separano dalla sua morte. Uchiyama, invece, è stato un uomo del XX secolo, in grado di travasare nella nostra era il legame con quel tempo lontano cogliendo di esso l'universalità oltre le differenze.

## La produzione letteraria
È autore di circa quaranta testi di spiritualità, molti dei quali tradotti in lingue occidentali (principalmente in inglese ma anche in tedesco, francese, italiano, spagnolo e polacco). In italiano la prima opera pubblicata è stata La realtà dello zazen, Ubaldini, Roma, 1976, tuttavia essendo la traduzione di una traduzione dell'originale è abbastanza lontana dal sentire dell'autore.
Questo testo ha avuto una nuova versione in italiano -questa volta direttamente dall'originale giapponese 生命の実物, Seimei no Jitsubutsu- a cura di Jisō Giuseppe Forzani con il titolo La realtà della vita, zazen in pratica (Edizioni Dehoniane Bologna 1994). Nel 2006 Ubaldini ne ha edito una nuova versione, non dall'originale ma da una recente riedizione della versione inglese, con il titolo Aprire la mano del pensiero. In italiano è disponibile anche Istruzioni ad un cuoco Zen, (Ubaldini, Roma, 1986) traduzione non dall'originale ma dal testo inglese Refining Your Life (Ed. Weatherhill, New York 1983 e Ed. Shambala, Boston 2005, a c. di Daitsu Thomas Wright). Particolarmente interessante perché è la trasposizione in chiave moderna, nella vita di ogni giorno, del testo del XIII secolo di Eihei Dōgen 典座教訓, Tenzo Kyōkun, a sua volta tradotto in italiano con il titolo La cucina scuola della via, (Edizioni Dehoniane Bologna 1998).
Il suo maggior successo editoriale internazionale non è dovuto ai libri religiosi, genere poco frequentato dal grande pubblico; con suo grande divertimento era infatti divenuto noto come il più importante autore di libri sull'origami, l'arte di dar forma alla carta piegata.
Uchiyama Kōshō rōshi è deceduto a Kohata, il 13 marzo 1998.